# 鎮狄将軍
鎮狄将軍（ちんてきしょうぐん）は、日本の奈良時代におかれた令外官の官職の将軍である。
鎮狄将軍（征狄将軍）は、蝦夷征討に際し任命された将軍の一つで、日本海側を北に進む軍を率いる。なお、太平洋側を進む軍を率いる将軍を征夷将軍（征東将軍）、九州へ向かう軍を率いる将軍を征西将軍（鎮西将軍）という。これは、「東夷・西戎・南蛮・北狄」と呼ぶ中華思想の「四夷」を当て嵌めた為とされている。
蝦夷征討に際し、日本海側を進む軍を率いる最初の将軍は、和銅2年（709年）に陸奥・越後の蝦夷が良民を害するためとして、陸奥鎮東将軍の巨勢麻呂と同時に任じられた佐伯石湯であり、任命時は「征越後蝦夷将軍」とされ、征討を終え凱旋入京の際には「征蝦夷将軍」、褒賞では「征狄将軍」とされており、統一されてはいないがいずれにしろ鎮狄将軍の最初である。なお、これに先立つ和銅元年（708年）9月28日越後国に出羽郡がおかれ、その後の和銅5年（714年）9月23日に出羽国となった。
養老4年（720年）陸奥国の蝦夷の叛乱により、9月28日に陸奥按察使の上毛野廣人が殺害され、蝦夷鎮圧のため多治比縣守が持節征夷将軍に任じられ、同時に阿倍駿河が持節鎮狄将軍に任じられた。
その後も、陸奥国での事件による征夷将軍の任命に併せ日本海側の鎮圧のため鎮狄将軍が任命された。神亀元年（724年）には、3月25日に陸奥大掾佐伯児屋麻呂が殺害され同年4月7日に藤原宇合を持節大将軍に任じ、その際5月24日小野牛養が鎮狄将軍に任じられた。また、宝亀11年（780年）に陸奥国伊治郡で勃発した伊治呰麻呂の乱で陸奥按察使の紀広純が殺害され、3月28日藤原継縄が征東大使に任じられた際には、翌29日に安倍家麻呂が出羽鎮狄将軍に任じられた。しかしこの後、秋田城に出羽介を長とする鎮守部隊がおかれ、陸奥国の蝦夷征討のため大規模な軍を率いる征夷大将軍が任じられるようになり、鎮狄将軍は任じられなくなった。